# Yeezus
Yeezus là album phòng thu thứ sáu của nghệ sĩ hip hop và nhà sản xuất người Mỹ Kanye West. Nó được phát hành vào ngày 18 tháng 6 năm 2013 bởi Roc-A-Fella Records và Def Jam Recordings. Album bắt đầu được sản xuất trong một căn phòng khách ở một khách sạn tại Paris. Trong quá trình, West mời nhiều nghệ sĩ khác nhau và công tác viên để sản xuất album, bao gồm Mike Dean, Daft Punk, 88-Keys, No ID và Symbolyc One. Yeezus cũng có sự xuất hiện của các giọng hát khách mời từ Assassin và King L, cũng như nhiều công tác viên trước đây Justin Vernon, Frank Ocean, Chief Keef, Kid Cudi và Charlie Wilson. West tranh thủ sự giúp đỡ của nhà sản xuất Rick Rubin chỉ 15 ngày trước trước ngày bán.
West lấy cảm hứng từ thiết kế tối giản, với sự quan tâm tới các tác phẩm của Le Corbusier, West cũng tới thăm bảo tàng Louvre nhiều lần khi ở Paris. Về âm nhạc, Yeezus đen tối và có nhiều âm thanh thử nghiệm, kết hợp các yếu tố của nhạc drill Chicago, dancehall, acid house, và industrial music. West tiếp tục sử dụng các đoạn nhạc mẫu bao gồm cả và đáng chú ý nhất, đoạn điệp khúc bị bóp méo của "Strange Fruit" do Nina Simone hát lại. West đã phát hành hai đã phát hành hai đĩa đơn từ album, "Black Skinhead" vào 19 tháng 6 năm 2013 và "Bound 2" vào 28 tháng 8 năm 2013.
Album nhận được nhiều đánh giá cao từ nhà phê bình, xem Yeezus là một trong những tác phẩm hay nhất của West và ca ngợi sự khác biệt trong âm thanh so với các album trước đây của anh. Tuy nhiên, nó gặp phải phản ứng trái chiều từ công chúng, với nhiều ý kiến khác nhau sau khi album bị rò rĩ từ Internet bốn ngày trước khi phát hành. Yeezus đứng vị trí số một trên Billboard 200, bán được 327,000 bản trong tuần đầu được phát hành. Nó đứng đầu các bảng xếp hạng của 30 quốc gia khác, bao gồm cả Vương quốc Anh và Úc. Sau chưa đầy hai tháng phát hành, album đã được chứng nhận vàng bởi RIAA và sau đó bạch kim vào này 1 tháng 4 năm 2014. Yeezus được đề cử ở hai hạng mục tại lễ trao giải Grammy 2014 bao gồm cả cho "Album rap xuất sắc nhất".

## Danh sách bài hát
| STT              | Nhan đề                      | Sáng tác | Sản xuất | Thời lượng |
| ---------------- | ---------------------------- | --- | --- | ---------- |
| 1.               | "On Sight"                   | Kanye West Guy-Manuel de Homem-Christo Thomas Bangalter Malik Jones Che Smith Elon Rutberg Cydel Young Mikey Rodrigues Mike Dean                                      | West Daft Punk Dean [a] Benji B [a]                                                                                    | 2:36       |
| 2.               | "Black Skinhead"             | West de Homem-Christo Bangalter Jones Young Rutberg Wasalu Muhammad Jaco Sakiya Sandifer Dean Derrick Watkins                                                         | West Daft Punk Gesaffelstein [a] Brodinski [a] Dean [a] Lupe Fiasco [a] No ID [a] Jack Donoghue [a] Noah Goldstein [a] | 3:08       |
| 3.               | "I Am a God" (featuring God) | West de Homem-Christo Bangalter Ross Birchard Justin Vernon Jones Smith Rutberg Young Dean Watkins Clifton Bailey Harvel Hart Anand Bakshi Rahul Burman               | West Dean Daft Punk Hudson Mohawke [b]                                                                                 | 3:51       |
| 4.               | "New Slaves"                 | West Christopher Breaux Young Ben Bronfman Jones Smith Rutberg Sandifer Louis Johnson Dean Gabor Presser Anna Adamis                                                  | West Bronfman [b] Dean [a] Travis Scott [a] Goldstein [a] Sham Joseph [a] Che Pope [a]                                 | 4:16       |
| 5.               | "Hold My Liquor"             | West Dean Vernon Keith Cozart Rutberg Smith Jones Alejandro Ghersi Young Watkins                                                                                      | Dean West Arca [a] Goldstein [a]                                                                                       | 5:26       |
| 6.               | "I'm in It"                  | West Vernon Jeffrey Ethan Campbell Josh Leary Jones Young Sandifer Rutberg Dean Andre Harris Jill Scott Vidal Davis Carvin Haggins Kenny Lattimore                    | West Evian Christ [b] Dom Solo [b] Goldstein [a] Arca [a] Dean [a]                                                     | 3:54       |
| 7.               | "Blood on the Leaves"        | West Birchard Rutberg Jones Tony Williams Young Dean Lewis Allen | West Hudson Mohawke Lunice Carlos Broady [b] 88-Keys [a] Arca [a] Dean [a]                                             | 6:00       |
| 8.               | "Guilt Trip"                 | West Scott Mescudi Young Dean Larry Griffin, Jr. Keith Elam Kevin Hansford Dupre Kelly Chris Martin Al-Terik Wardrick Marlon Williams Terrence Thornton Tyree Pittman | West Dean S1 Travis Scott [a] Ackeejuice Rockers [a]                                                                   | 4:03       |
| 9.               | "Send It Up"                 | West Johnson de Homem-Christo Bangalter Ghersi Mike Levy Sandifer Ab Liva Rutberg Dean Moses Davis Colin York Lowell Dunbar                                           | West Daft Punk Gesaffelstein [b] Brodinski [b] Arca [a] Dean [a]                                                       | 2:58       |
| 10.              | "Bound 2"                    | West John Stephens Charlie Wilson Pope Rutberg Young Jones Sandifer Dean Norman Whiteside Bob Massey Robert Dukes Ronnie Self                                         | West Pope [b] Eric Danchick [a] Goldstein [a] No ID [a] Dean [a]                                                       | 3:49       |
| Tổng thời lượng: | Tổng thời lượng:             | Tổng thời lượng: | Tổng thời lượng: | 40:01      |

Ghi chú
- ^a  Sản xuất phụ
- ^b  Đồng sản xuất
- "I am a God" có giọng hát của Justin Vernon.
- "New Slaves" có giọng hát của Frank Ocean.
- "Hold My Liquor" có giọng hát của Chief Keef và Justin Vernon.
- "I'm in It" có giọng hát của Justin Vernon và Assassin.
- "Guilt Trip" có giọng hát của Kid Cudi.
- "Send it Up" có giọng hát của King L.
- "Bound 2" có giọng hát của Charlie Wilson.

Đoạn nhạc mẫu
- "On Sight" có chứa nội suy từ "Sermon (He'll Give Us What We Really Need)", viết bởi Keith Carter, Sr., biểu diễn bởi Holy Name of Mary Choral Family, được trình diễn bởi một dàn đồng ca khác.
- "I Am a God" chứa đoạn nhạc mẫu "Forward Inna Dem Clothes", viết bởi Clifton Bailey III và H. Hart, biểu diễn bởi Capleton; và đoạn nhạc mẫu "Are Zindagi Hai Khel", viết bởi Anand Bakshi và Rahul Burman, biểu diễn bởi Burman, Manna Dey, và Asha Bhosle.
- "New Slaves" chứa đoạn nhạc mẫu của "Gyöngyhajú lány", viết bởi Gábor Presser và Anna Adamis, biểu diễn bởi Omega.
- "I'm in It" chứa đoạn nhạc mẫu của "Lately", viết bởi Vidal Davis, Carvin Haggins, Andre Harris, Kenny Lattimore, and Jill Scott, biểu diễn bởi Lattimore.
- "Blood on the Leaves" chứa đoạn nhạc mẫu của "Strange Fruit", viết bởi Lewis Allan, biểu diễn bởi Nina Simone; và đoạn nhạc mẫu "R U Ready", viết bởi Ross Birchard và Lunice Pierre, biểu diễn bởi TNGHT.
- "Guilt Trip" có chứa nội suy từ "Chief Rocka", viết bởi Keith Elam, Kevin Hansford, Dupre Kelly, Christopher Martin, Alterick Wardrick và Marlon Williams, biểu diễn bởi Lords of the Underground; và đoạn nhạc mẫu "Blocka (Ackeejuice Rockers Remix)", viết bởi Terrence Thornton và Tyree Pittman, biểu diễn bởi Pusha T featuring Travis Scott và Popcaan.
- "Send It Up" chứa đoạn nhạc mẫu của "Memories", viết bởi Anthony Moses Davis, Collin York and Lowell Dunbar, biểu diễn bởi Beenie Man.
- "Bound 2" chứa đoạn nhạc mẫu của "Aeroplane (Reprise)", viết bởi Norman Whiteside, biểu diễn bởi Wee; đoạn nhạc mẫu "Bound", viết bởi Bobby Massey and Robert Dukes, biểu diễn bởi Ponderosa Twins Plus One; và đoạn nhạc mẫu "Sweet Nothin's", viết bởi Ronnie Self, biểu diễn bởi Brenda Lee.

## Đội ngũ thực hiện
| - Alvin Fields – choir director - Andrew Dawson – engineer - Anthony Kilhoffer – engineer - Arca – additional programming - Benji B – additional production - Brodinski – additional production - Carmen Roman – choir - Ché Pope – A&R, additional programming, co-executive producer - Chris Galland – assistant mixing - Chris Gehringer – mastering - Crystal Brun – choir - Daft Punk – producer - Dave "Squirrel" Covell – assistant engineer - David Rowland – assistant engineer - Delbert Bowers – assistant mixing - Dylan Wissing –drums - Eric Lynn – assistant mixing - Frank Ocean – additional vocals - Gesaffelstein – additional production - Gloria Ryann – choir - Hudson Mohawke – additional programming, co-producer - Jack Donoghue – additional production - Jessenia Pena – choir - Joe Perez – graphic design - John Morgan – choir - Josh Smith – assistant engineer - Justin Vernon – additional vocals - K. Nita – choir | - Kanye West – creative director, executive producer, producer, vocals - Keith Parry – assistant engineer - Ken Lewis – choir producer, engineer, noises, vocal sounds - Kenta Yonesaka – assistant engineer - Kevin Matela – assistant engineer - Khoï Huynh – assistant engineer - Lorraine Berry – choir - Lupe Fiasco – additional production - Manny Marroquin – mixing - Marc Portheau – assistant engineer, engineer - Matt Teitelman – percussion - Mike Dean – additional production, engineer - Nabil Essemlani – assistant engineer - Natalis Ruby Rubero – choir - Noah Goldstein – additional production, additional programming, associate producer, engineer, mixing - Raoul Le Pennec – assistant engineer - Rick Rubin – executive producer - Ronnie Artis – choir - Sean Drew – choir - Sean Oakley – assistant engineer, assistant mixing - Sham Joseph – additional production - Teachers – co-producer - Timeka Lee – choir - Travi$ Scott – additional programming - Uri Djemal – choir engineer - Vlado Meller – mastering |

## Bảng xếp hạng
| Bảng xếp hạng (2013)                     | Vị trí cao nhất |
| ---------------------------------------- | --------------- |
| Album Úc (ARIA)                          | 1               |
| Album Áo (Ö3 Austria)                    | 22              |
| Album Bỉ (Ultratop Vlaanderen)           | 4               |
| Album Bỉ (Ultratop Wallonie)             | 22              |
| Album Canada (Billboard)                 | 1               |
| Album Cộng hòa Séc (ČNS IFPI)            | 33              |
| Album Đan Mạch (Hitlisten)               | 1               |
| Album Hà Lan (Album Top 100)             | 16              |
| Album Phần Lan (Suomen virallinen lista) | 13              |
| Album Pháp (SNEP)                        | 12              |
| Album Đức (Offizielle Top 100)           | 15              |
| Album Ireland (IRMA)                     | 4               |
| Album Ý (FIMI)                           | 40              |
| Album New Zealand (RMNZ)                 | 1               |
| Album Na Uy (VG-lista)                   | 2               |
| Russian Albums (NFPS)                    | 1               |
| Scottish Albums (OCC)                    | 4               |
| Album Tây Ban Nha (PROMUSICAE)           | 94              |
| Album Thụy Điển (Sverigetopplistan)      | 35              |
| Album Thụy Sĩ (Schweizer Hitparade)      | 6               |
| Taiwanese Albums (RIT)                   | 16              |
| Album Anh Quốc (OCC)                     | 1               |
| UK R&B Albums Chart (OCC)                | 1               |
| Album Hoa Kỳ Billboard 200               | 1               |
| US Top R&B/Hip-Hop Albums (Billboard)    | 1               |

| Bảng xếp hạng (2013)            | Vị trí |
| ------------------------------- | ------ |
| Australian Albums Chart         | 65     |
| Belgian Albums Chart (Flanders) | 147    |
| Canadian Albums Chart           | 38     |
| US Billboard 200                | 37     |
| US Top R&B/Hip-Hop Albums       | 12     |
| US Top Rap Albums               | 8      |

## Chứng nhận
| Quốc gia                                                                           | Chứng nhận | Số đơn vị/doanh số chứng nhận |
| ---------------------------------------------------------------------------------- | ---------- | ----------------------------- |
| Hoa Kỳ (RIAA)                                                                      | Bạch kim   | 1,000,000^                    |
| * Chứng nhận dựa theo doanh số tiêu thụ. ^ Chứng nhận dựa theo doanh số nhập hàng. |            |                               |

## Lịch sử phát hành
| Khu vực     | Ngày                | Định dạng           | Hãng thu âm |
| ----------- | ------------------- | ------------------- | ----------- |
| Úc          | 18 tháng 7 năm 2013 | CD, tải kỹ thuật số | Universal   |
| Đức         | 18 tháng 7 năm 2013 | CD, tải kỹ thuật số | Universal   |
| New Zealand | 18 tháng 7 năm 2013 | CD, tải kỹ thuật số | Def Jam     |
| Mỹ          | 18 tháng 7 năm 2013 | CD, tải kỹ thuật số | Def Jam     |
| Pháp        | 21 tháng 7 năm 2013 | CD, tải kỹ thuật số | Universal   |
| Anh         | 22 tháng 7 năm 2013 | CD, tải kỹ thuật số | Virgin      |